# Ле-Кью
Ле-Кью (фр. Le Quiou, брет. Ar C'haeoù) — коммуна во Франции, находится в регионе Бретань. Департамент — Кот-д’Армор. Входит в состав кантона Ланвалле. Округ коммуны — Динан.
Код INSEE коммуны — 22263.

## География
Коммуна расположена приблизительно в 330 км к западу от Парижа, в 36 км северо-западнее Ренна, в 60 км к востоку от Сен-Бриё.
На севере коммуны протекает река Ранс.

## Население
Население коммуны на 2016 год составляло 311 человек.
| 1962 | 1968 | 1975 | 1982 | 1990 | 1999 | 2010 | 2016 |
| ---- | ---- | ---- | ---- | ---- | ---- | ---- | ---- |
| 326  | 331  | 319  | 313  | 286  | 305  | 339  | 311  |

## Администрация
| Период | Период | Фамилия    | Партия                        | Примечания |
| ------ | ------ | ---------- | ----------------------------- | ---------- |
| 2001   | 2008   | Серж Пруст | Разные левые                  |            |
| 2008   |        | Арно Карре | Союз демократов и независимых |            |

## Экономика
В 2007 году среди 202 человек в трудоспособном возрасте (15—64 лет) 148 были экономически активными, 54 — неактивными (показатель активности — 73,3 %, в 1999 году было 65,0 %). Из 148 активных работали 132 человека (74 мужчины и 58 женщин), безработных было 16 (10 мужчин и 6 женщин). Среди 54 неактивных 16 человек были учениками или студентами, 19 — пенсионерами, 19 были неактивными по другим причинам.

## Достопримечательности
- Церковь Нотр-Дам (XIX век)
  - Статуя «Богоматерь с младенцем» (XVIII век). Высота — 150 см; дерево. Исторический памятник с 1969 года[3]
- Часовня Тревелёк (XVI век)
- Замок Ак[фр.] (XV век). Исторический памятник с 1993 года[4]
- Галло-римская вилла недалеко от старого вокзала

## Фотогалерея
- Замок Ак
- Церковь Нотр-Дам
- Мэрия
- Военный мемориал